# Kansler för hertigdömet Lancaster
Kansler för hertigdömet Lancaster (engelska: Chancellor of the Duchy of Lancaster) är en ministerpost i Storbritanniens regering. Kanslern tillhör regeringsdepartementet Cabinet Office, vars huvuduppgift det är att stödja premiärministern och den inre kretsen av regeringen, Kabinettet. Inom departementet rankas rankas ämbetet efter premiärministern men före departementets övriga ministrar och understatssekreterare.
Ämbetet hör historiskt samman med förvaltningen av hertigdömet Lancasters egendomar, vars avkastning tillfaller hertigen av Lancaster, det vill säga den brittiske monarken. Den uppgiften kvarstår men har i modern tid huvudsakligen delegerats till en styrelse, the Duchy Council, bestående av hovfunktionärer och professionella fastighetsförvaltare.
Därmed har kanslern möjlighet att spela en friare roll i regeringen, med ett övergripande uppdrag att genomföra regeringens politik utan specifik ministerportfölj. Därför kan ämbetet delvis beskrivas som en sinekur. 
Kanslern utses av den brittiske monarken på premiärministerns förslag. Han eller hon är formellt ansvarig inför den brittiska monarken vad gäller hertigdömets förvaltning. För övriga ministeruppgifter är kanslern, likt övriga ministrar, direkt ansvarig inför parlamentet.
Sedan 5 juli 2024 är labourpolitikern och parlamentsledamoten Pat McFadden kansler för hertigdömet Lancaster.

## Lista över innehavare
Det här avsnittet är helt eller delvis baserat på material från  engelskspråkiga Wikipedia, List of chancellors of the Duchy of Lancaster, 6 juli 2024.

### Inrättande – Engelska inbördeskriget (1361–1645)
| Porträtt | Innehavare (Födelse–Död)                                           | Ämbetsperiod | Ämbetsperiod | Noter                                                                                      |
| -------- | ------------------------------------------------------------------ | ------------ | ------------ | ------------------------------------------------------------------------------------------ |
|          | Henry de Haydock                                                   | 1361         | 1373         |                                                                                            |
|          | Ralph de Ergham (–1400)                                            | 1373         | 1377         |                                                                                            |
|          | Thomas de Thelwall (–1382)                                         | 1377         | 1378         |                                                                                            |
|          | John De Yerborough                                                 | 1378         | 1382         |                                                                                            |
|          | Thomas Stanley                                                     | 1382         | 1382         | Kansler pro tempore.                                                                       |
|          | Thomas Scarle                                                      | 1382         | 1383         |                                                                                            |
|          | William Okey                                                       | 1383         | 1400         |                                                                                            |
|          | John de Wakering                                                   | 1400         | 1400         |                                                                                            |
|          | William Burgoyne                                                   | 1400         | 1404         |                                                                                            |
|          | Thomas Stanley                                                     | 1404         | 1410         |                                                                                            |
|          | John Springthorpe                                                  | 1410         | 1413         |                                                                                            |
|          | John Wodehouse                                                     | 1413         | 1424         |                                                                                            |
|          | William Troutbecke                                                 | 1424         | 1431         |                                                                                            |
|          | Walter Sherington                                                  | 1431         | 1442         |                                                                                            |
|          | William Tresham (1404–1450)                                        | 1442         | 1449         |                                                                                            |
|          | John Say (–1478)                                                   | 1449         | 1462         |                                                                                            |
|          | Richard Fowler (cirka 1425–1477)                                   | 1462         | 1477         |                                                                                            |
|          | John Say (–1478)                                                   | 1477         | 1478         |                                                                                            |
|          | Thomas Thwaites (cirka 1435–1503)                                  | 1478         | 1483         | Samtidigt Chancellor of the Exchequer.                                                     |
|          | Thomas Metcalfe (–cirka 1504)                                      | 1483         | 1486         |                                                                                            |
|          | Reginald Bray (cirka 1440–1503)                                    | 1486         | 1503         |                                                                                            |
|          | John Mordaunt (–cirka 1505)                                        | 1503         | 1505         |                                                                                            |
|          | Richard Empson (cirka 1450–1510)                                   | 1505         | 1509         |                                                                                            |
|          | Henry Marney (cirka 1447–1523)                                     | 1509         | 1523         |                                                                                            |
|          | Richard Wingfield (cirka 1469–1525)                                | 1523         | 1525         |                                                                                            |
|          | Thomas More (1478–1535)                                            | 1525         | 1529         |                                                                                            |
|          | William Fitzwilliam (cirka 1490–1542)                              | 1529         | 1533         |                                                                                            |
|          | John Gage (1479–1556)                                              | 1533         | 1547         |                                                                                            |
|          | William Paget (1506–1563)                                          | 1547         | 1552         |                                                                                            |
|          | John Gates (1504–1553)                                             | 1552         | 1553         |                                                                                            |
|          | Robert Rochester (cirka 1516–1561)                                 | 1553         | 1557         |                                                                                            |
|          | Edward Waldegrave (cirka 1516–1561)                                | 1558         | 1559         |                                                                                            |
|          | Ambrose Cave (–1568)                                               | 1559 1568    |              |                                                                                            |
|          | Ralph Sadler (1507–1587)                                           | 1568         | 1587         |                                                                                            |
|          | Francis Walsingham (cirka 1532–1590)                               | 1587         | 1590         |                                                                                            |
|          | Thomas Heneage (1532–1595)                                         | 1590         | 1595         |                                                                                            |
|          | ämbetet anförtrott kommitterade                                    | 1595         | 1597         |                                                                                            |
|          | Robert Cecil, 1:e Earl av Salisbury (1563–1612)                    | 1597         | 1599         |                                                                                            |
|          | ämbetet anförtrott kommitterade                                    | 1599         | 1601         |                                                                                            |
|          | John Fortescue av Salden (cirka 1531–1607)                         | 1601         | 1607         |                                                                                            |
|          | Thomas Parry (1541–1616)                                           | 1607         | 1616         |                                                                                            |
|          | John Dackombe (1570–1618)                                          | 1616         | 1618         |                                                                                            |
|          | Humphrey May (1573–1630)                                           | 1618         | 1629         |                                                                                            |
|          | Edward Barrett, 1:e Lord Barrett av Newburgh (1581–1645)           | 1629         | 1644         |                                                                                            |
|          | Francis Seymour, 1:e baron Seymour av Trowbridge (cirka 1590–1664) | 1644         | 1645         | Utsågs av kavaljererna, avsattes under Samväldet; utsågs på nytt 1660 efter restorationen. |

### Engelska inbördeskriget och Samväldet (1644–1659)
| Porträtt | Innehavare (Födelse–Död)                                                                     | Ämbetsperiod | Ämbetsperiod |
| -------- | -------------------------------------------------------------------------------------------- | ------------ | ------------ |
| Lenthall | Ämbetet anförtrott kommitterade: William Grey, 1:e baron Grey av Werke samt William Lenthall | 1644         | 1648         |
|          | Gilbert Gerard, 1:e baronet av Harrow on the Hill                                            | 1648         | 1649         |
|          | John Bradshaw                                                                                | 1649         | 1653         |
| Bradshaw | Ämbetet anförtrott kommitterade: John Bradshaw samt Thomas Fell                              | 1653         | 1654         |
|          | Thomas Fell                                                                                  | 1654         | 1658         |
|          | John Bradshaw                                                                                | 1658         | 1659         |
| Lenthall | William Lenthall                                                                             | 1659         | 1659         |
|          | Gilbert Gerard                                                                               | 1659         | 1659         |

### Restorationen till moderna tiden (1660–1803)
| Porträtt | Innehavare (Födelse–Död)                                           | Ämbetsperiod | Ämbetsperiod | Parti |
| -------- | ------------------------------------------------------------------ | ------------ | ------------ | ----- |
|          | Francis Seymour, 1:e baron Seymour av Trowbridge cirka 1590–1664   | 1660         | 1664         | –     |
|          | Thomas Ingram (1614–1672)                                          | 1664         | 1672         | –     |
|          | Robert Carr, 3:e Baronet cirka 1637–1682                           | 1672         | 1682         | –     |
|          | Thomas Chicheley (1614–1699)                                       | 1682         | 1687         | –     |
|          | Robert Phelips (1619–1707)                                         | 1687         | 1689         | –     |
|          | Robert Bertie, 1:e hertig av Ancaster och Kesteven (1660–1723)     | 1689         | 1697         | –     |
|          | Thomas Grey, 2:e earl av Stamford cirka 1654–1720)                 | 1697         | 1702         | –     |
|          | John Leveson-Gower, 1:e baron Gower (1675–1709)                    | 1702         | 1706         | Tory  |
|          | James Stanley, 10:e earl av Derby (1664–1736)                      | 1706         | 1710         | –     |
|          | William Berkeley, 4:e baron Berkeley av Stratton (cirka 1692–1741) | 1710         | 1714         | –     |
|          | Heneage Finch, 1:e earl av Aylesford (cirka 1649–1719)             | 1714         | 1716         | Tory  |
|          | Richard Lumley, 1:e earl av Scarbrough (1650–1721)                 | 1716         | 1717         | –     |
|          | Nicholas Lechmere, 1:e baron Lechmere (1675–1727)                  | 1717         | 1727         | –     |
|          | John Manners, 3:e hertig av Rutland (1696–1779)                    | 1727         | 1735         | Whig  |
|          | George Cholmondeley, 3:e earl av Cholmondeley (1703–1770)          | 1735         | 1742         | Whig  |
|          | Richard Edgcumbe, 1:e baron Edgcumbe (1680–1758)                   | 1742         | 1758         | –     |
|          | Thomas Hay, 9:e earl av Kinnoull (1710–1787)                       | 1759         | 1762         | Whig  |
|          | James Smith-Stanley                                                | 1762         | 1771         | –     |
|          | Thomas Villiers, 1:e earl av Clarendon (1709–1786)                 | 1771         | 1782         | Whig  |
|          | John Dunning, 1:e baron Ashburton (1731–1783)                      | 1782         | 1783         | Whig  |
|          | Edward Smith-Stanley, 12:e earl av Derby (1752–1834)               | 1783         | 1783         | Whig  |
|          | Thomas Villiers, 1:e earl av Clarendon (1709–1786)                 | 1783         | 1786         | Whig  |
|          | Charles Jenkinson, 1:e earl av Liverpool (1752–1834)               | 1786         | 1803         | –     |

### 1800-talet
| Porträtt                                                                   | Innehavare (Födelse–Död)                                                        | Ämbetsperiod | Ämbetsperiod | Samtidiga ämbeten                                          | Parti           | Premiärminister                                                  |
| -------------------------------------------------------------------------- | ------------------------------------------------------------------------------- | ------------ | ------------ | ---------------------------------------------------------- | --------------- | ---------------------------------------------------------------- |
|                                                                            | Thomas Pelham, 2:e earl av Chichester (1756–1826)                               | 1803         | 1804         | –                                                          | Whig            | Henry Addington                                                  |
|                                                                            | Henry Phipps, 1:e earl av Mulgrave (1744–1792)                                  | 1804         | 1805         | –                                                          | Tory            | William Pitt den yngre                                           |
|                                                                            | Robert Hobart, 4:e earl av Buckinghamshire (1760–1816)                          | 1805         | 1805         | –                                                          | Tory            | William Pitt den yngre                                           |
|                                                                            | Dudley Ryder, 1:e earl av Harrowby (1762–1847)                                  | 1805         | 1806         | –                                                          | Tory            | William Pitt den yngre                                           |
|                                                                            | Edward Smith-Stanley, 12e earl av Derby (1752–1834)                             | 1806         | 1807         | –                                                          | Whig            | William Grenville                                                |
|                                                                            | Spencer Perceval (1762–1812)                                                    | 1807         | 1812         | Chancellor of the Exchequer Leader of the House of Commons | Tory            | William Cavendish-Bentinck, 3:e hertig av Portland               |
| Premiärminister Chancellor of the Exchequer Leader of the House of Commons | Spencer Perceval (1762–1812)                                                    | 1807         | 1812         | Han själv                                                  | Tory            |                                                                  |
|                                                                            | Robert Hobart, 4:e earl av Buckinghamshire (1760–1816)                          | 1812         | 1812         | President of the Board of Control                          | Tory            | Robert Jenkinson, 2:e earl av Liverpool                          |
|                                                                            | Charles Bathurst (1754–1831)                                                    | 1812         | 1823         | President of the Board of Control                          | –               | Robert Jenkinson, 2:e earl av Liverpool                          |
|                                                                            | Nicholas Vansittart, 1:e baron Bexley (1766–1851)                               | 1823         | 1828         | –                                                          | Tory            | George Canning                                                   |
| F. J. Robinson, 1:e viscount Goderich                                      | Nicholas Vansittart, 1:e baron Bexley (1766–1851)                               | 1823         | 1828         | –                                                          | Tory            |                                                                  |
|                                                                            | George Hamilton-Gordon, 4:e earl av Aberdeen (1784–1860)                        | 1828         | 1828         | –                                                          | Tory            | Arthur Wellesley, 1:e hertig av Wellington                       |
|                                                                            | Charles Arbuthnot (1767–1850)                                                   | 1828         | 1830         | –                                                          | Tory            | Arthur Wellesley, 1:e hertig av Wellington                       |
|                                                                            | Henry Vassall-Fox, 3:e baron Holland (1773–1840)                                | 1830         | 1834         | –                                                          | Whig            | Charles Grey, 2:e earl Grey                                      |
| William Lamb, 2:e viscount Melbourne                                       | Henry Vassall-Fox, 3:e baron Holland (1773–1840)                                | 1830         | 1834         | –                                                          | Whig            |                                                                  |
|                                                                            | vakant                                                                          | 1834         | 1834         | –                                                          | –               | Arthur Wellesley, 1:e hertig av Wellington (expeditionsministär) |
|                                                                            | Charles Williams-Wynn (1775–1850)                                               | 1834         | 1835         | –                                                          | Konservativ     | Robert Peel                                                      |
|                                                                            | Henry Vassall-Fox, 3:e baron Holland (1773–1840)                                | 1835         | 1840         | –                                                          | Whig            | William Lamb, 2:e viscount Melbourne                             |
|                                                                            | George Villiers, 4:e earl av Clarendon (1800–1870)                              | 1840         | 1841         | Lord Privy Seal                                            | Whig            | William Lamb, 2:e viscount Melbourne                             |
|                                                                            | George Grey, 2:e baronet (1799–1882)                                            | 1841         | 1841         | –                                                          | Whig            | William Lamb, 2:e viscount Melbourne                             |
|                                                                            | Lord Granville Somerset (1792–1848)                                             | 1841         | 1846         | –                                                          | Konservativ     | Robert Peel                                                      |
|                                                                            | John Campbell, 1:e baron Campbell (1779–1861)                                   | 1846         | 1850         | –                                                          | Whig            | Lord John Russell                                                |
|                                                                            | George Howard, 7:e earl av Carlisle (1802–1864)                                 | 1850         | 1852         | First Commissioner of Woods and Forests                    | Whig            | Lord John Russell                                                |
|                                                                            | (1804–1887)                                                                     | 1852         | 1852         | –                                                          | Konservativ     | Edward Smith-Stanley, 14:e earl av Derby                         |
|                                                                            | Edward Strutt, 1:e baron Belper (1801–1880)                                     | 1853         | 1854         | –                                                          | Whig / Radikal  | George Hamilton-Gordon, 4:e earl av Aberdeen                     |
|                                                                            | Granville Leveson-Gower, 2:e earl Granville (1815–1891)                         | 1854         | 1855         | –                                                          | Whig            | George Hamilton-Gordon, 4:e earl av Aberdeen                     |
|                                                                            | vakant                                                                          | 1855         | 1855         | –                                                          | –               | George Hamilton-Gordon, 4:e earl av Aberdeen                     |
|                                                                            | Dudley Ryder, 2:e earl av Harrowby (1798–1882)                                  | 1855         | 1855         | –                                                          | –               | Henry John Temple, 3:e viscount Palmerston                       |
|                                                                            | Matthew Talbot Baines (1799–1860)                                               | 1855         | 1858         | –                                                          | Whig            | Henry John Temple, 3:e viscount Palmerston                       |
|                                                                            | James Graham, 4:e hertig av Montrose (1799–1874)                                | 1858         | 1859         | –                                                          | Konservativ     | Edward Smith-Stanley, 14:e earl av Derby                         |
|                                                                            | George Grey, 2:e baronet (1799–1882)                                            | 1859         | 1861         | –                                                          | Whig / Liberal  | Henry John Temple, 3:e viscount Palmerston                       |
|                                                                            | Edward Cardwell, 1:e viscount Cardwell (1813–1886)                              | 1861         | 1864         | –                                                          | Liberal         | Henry John Temple, 3:e viscount Palmerston                       |
|                                                                            | George Villiers, 4:e earl av Clarendon (1800–1870)                              | 1864         | 1865         | –                                                          | Liberal         | Henry John Temple, 3:e viscount Palmerston                       |
|                                                                            | vakant                                                                          | 1865         | 1866         | –                                                          | –               | John Russell                                                     |
|                                                                            | George Goschen, 1:e viscount Goschen (1831–1907)                                | 1866         | 1866         | Vice-President of the Board of Trade                       | Liberal         | John Russell                                                     |
|                                                                            | William Courtenay, 11:e earl av Devon (1807–1888)                               | 1866         | 1867         | President of the Poor Law Board                            | Konservativ     | Edward Smith-Stanley,14:e earl av Derby                          |
|                                                                            | John Wilson-Patten, 1:e baron Winmarleigh (1802–1892)                           | 1867         | 1868         | –                                                          | Konservativ     | Edward Smith-Stanley,14:e earl av Derby                          |
| Chief Secretary for Ireland                                                | John Wilson-Patten, 1:e baron Winmarleigh (1802–1892)                           | 1867         | 1868         | Benjamin Disraeli                                          | Konservativ     |                                                                  |
|                                                                            | Thomas Edward Taylor (1811–1883)                                                | 1868         | 1868         | Benjamin Disraeli                                          | –               | Konservativ                                                      |
|                                                                            | Frederick Hamilton-Temple-Blackwood, 1:e markis av Dufferin och Ava (1826–1902) | 1868         | 1872         | Paymaster General                                          | Liberal         | William Ewart Gladstone                                          |
|                                                                            | Hugh Childers (1827–1896)                                                       | 1872         | 1873         | Paymaster General                                          | Liberal         | William Ewart Gladstone                                          |
|                                                                            | John Bright (1811–1889)                                                         | 1873         | 1874         | –                                                          | Liberal         | William Ewart Gladstone                                          |
|                                                                            | Thomas Edward Taylor (1811–1883)                                                | 1874         | 1880         | –                                                          | Konservativ     | Benjamin Disraeli                                                |
|                                                                            | John Bright (1811–1889)                                                         | 1880         | 1882         | –                                                          | Liberal         | William Ewart Gladstone                                          |
|                                                                            | John Wodehouse, 1:e earl av Kimberley (1826–1902)                               | 1882         | 1882         | Secretary of State for the Colonies                        | Liberal         | William Ewart Gladstone                                          |
|                                                                            | John George Dodson, 1:e baron Monk Bretton (1825–1897)                          | 1882         | 1884         | –                                                          | Liberal         | William Ewart Gladstone                                          |
|                                                                            | George Trevelyan, 2:e baronet (1838–1928)                                       | 1884         | 1885         | –                                                          | Liberal         | William Ewart Gladstone                                          |
|                                                                            | Henry Chaplin, 1:e viscount Chaplin (1840–1923)                                 | 1885         | 1886         | –                                                          | Konservativ     | Robert Gascoyne-Cecil, 3:e markis av Salisbury                   |
|                                                                            | Edward Heneage, 1:e baron Heneage (1840–1922)                                   | 1886         | 1886         | –                                                          | Liberal         | William Ewart Gladstone                                          |
|                                                                            | Ughtred Kay-Shuttleworth, 1:e baron Shuttleworth (1844–1939)                    | 1886         | 1886         | –                                                          | Liberal         | William Ewart Gladstone                                          |
|                                                                            | Gathorne Gathorne-Hardy, 1:e viscount Cranbrook (1814–1906)                     | 1886         | 1886         | Lordpresident                                              | Konservativ     | Robert Gascoyne-Cecil, 3:e markis av Salisbury                   |
|                                                                            | John Manners, 7:e hertig av Rutland (1818–1906)                                 | 1886         | 1892         | –                                                          | Konservativ     | Robert Gascoyne-Cecil, 3:e markis av Salisbury                   |
|                                                                            | James Bryce, 1:e viscount Bryce (1838–1922)                                     | 1892         | 1894         | –                                                          | Liberal         | William Ewart Gladstone                                          |
| Archibald Primrose, 5:e earl av Rosebery                                   | James Bryce, 1:e viscount Bryce (1838–1922)                                     | 1892         | 1894         | –                                                          | Liberal         |                                                                  |
|                                                                            | Edward Marjoribanks, 2:e baron Tweedmouth (1849–1909)                           | 1894         | 1895         | Lordsigillbevarare                                         | Liberal         |                                                                  |
|                                                                            | R. A. Cross, 1:e viscount Cross (1823–1914)                                     | 1895         | 1895         | Lordsigillbevarare                                         | Konservativ     | Robert Gascoyne-Cecil, 3:e markis av Salisbury                   |
|                                                                            | Henry James, 1:e baron James av Hereford (1828–1911)                            | 1895         | 1902         | –                                                          | Liberalunionist | Robert Gascoyne-Cecil, 3:e markis av Salisbury                   |

### 1900-talet
| Porträtt         | Innehavare (Födelse–Död)                                        | Ämbetsperiod | Ämbetsperiod | Samtidiga ämbeten                                                                                                | Parti                          | Premiärminister                         |
| ---------------- | --------------------------------------------------------------- | ------------ | ------------ | --- | ------------------------------ | --------------------------------------- |
|                  | William Walrond, 1:e baron Waleran (1849–1925)                  | 1902         | 1905         | – | Konservativ                    | Arthur Balfour                          |
|                  | Henry Fowler, 1:e viscount Wolverhampton (1830–1911)            | 1905         | 1908         | – | Liberal                        | Henry Campbell-Bannerman                |
| H. H. Asquith    | Henry Fowler, 1:e viscount Wolverhampton (1830–1911)            | 1905         | 1908         | – | Liberal                        |                                         |
|                  | Edmond Fitzmaurice, 1:e baron Fitzmaurice (1846–1935)           | 1908         | 1909         | – | Liberal                        |                                         |
|                  | Herbert Samuel, 1:e viscount Samuel (1870–1963)                 | 1909         | 1910         | – | Liberal                        |                                         |
|                  | Jack Pease (1860–1943)                                          | 1910         | 1911         | – | Liberal                        |                                         |
|                  | Charles Hobhouse (1862–1941)                                    | 1911         | 1914         | – | Liberal                        |                                         |
|                  | Charles Masterman (1873–1927)                                   | 1914         | 1915         | – | Liberal                        |                                         |
|                  | Edwin Samuel Montagu (1879–1924)                                | 1915         | 1915         | – | Liberal                        |                                         |
|                  | Winston Churchill (1874–1965)                                   | 1915         | 1915         | – | Liberal                        | H. H. Asquith (samlingsregering)        |
|                  | Herbert Samuel, 1:e viscount Samuel (1870–1963)                 | 1915         | 1916         | Postmaster-General                                                                                               | Liberal                        | H. H. Asquith (samlingsregering)        |
|                  | Edwin Samuel Montagu (1879–1924)                                | 1916         | 1916         | – | Liberal                        | H. H. Asquith (samlingsregering)        |
|                  | Thomas McKinnon Wood (1855–1927)                                | 1916         | 1916         | Financial Secretary to the Treasury                                                                              | Liberal                        | H. H. Asquith (samlingsregering)        |
|                  | Frederick Cawley, 1:e baron Cawley (1850–1937)                  | 1916         | 1918         | – | Liberal                        | David Lloyd George                      |
|                  | Max Aitken, 1:e baron Beaverbrook (1879–1964)                   | 1918         | 1918         | Informationsminister                                                                                             | Konservativ                    | David Lloyd George                      |
|                  | William Hayes Fisher, 1:e baron Downham (1853–1920)             | 1918         | 1919         | Informationsminister                                                                                             | Konservativ                    | David Lloyd George                      |
|                  | David Lindsay, 27:e earl av Crawford (1871–1940)                | 1919         | 1921         | – | Konservativ                    | David Lloyd George                      |
|                  | William Peel, 1:e earl Peel (1867–1937)                         | 1921         | 1922         | Transportminister                                                                                                | Konservativ                    | David Lloyd George                      |
|                  | William Sutherland (1880–1949)                                  | 1922         | 1922         | – | Liberal                        | David Lloyd George                      |
|                  | James Gascoyne-Cecil, 4:e markis av Salisbury (1861–1947)       | 1922         | 1923         | Lordpresident | Konservativ                    | Bonar Law                               |
|                  | J. C. C. Davidson (1889–1970)                                   | 1923         | 1924         | – | Konservativ                    | Stanley Baldwin                         |
|                  | Josiah Wedgwood, 1:e baron Wedgwood (1872–1943)                 | 1924         | 1924         | – | Labour                         | Ramsay MacDonald                        |
|                  | Robert Cecil, 1:e viscount Cecil av Chelwood (1864–1958)        | 1924         | 1927         | – | Konservativ                    | Stanley Baldwin                         |
|                  | Ronald McNeill, 1:e baron Cushendun (1861–1934)                 | 1927         | 1929         | – | Konservativ                    | Stanley Baldwin                         |
|                  | Oswald Mosley (1896–1980)                                       | 1929         | 1930         | ansvar för arbetslöshet                                                                                          | Labour                         | Ramsay MacDonald                        |
|                  | Clement Attlee (1883–1967)                                      | 1930         | 1931         | – | Labour                         | Ramsay MacDonald                        |
|                  | Arthur Ponsonby, 1:e baron Ponsonby av Shulbrede (1871–1946)    | 1931         | 1931         | – | Labour                         | Ramsay MacDonald                        |
|                  | Philip Kerr, 11:e markis av Lothian (1882–1940)                 | 1931         | 1931         | – | Liberal                        | Ramsay MacDonald (samlingsregering)     |
|                  | J. C. C. Davidson (1889–1970)                                   | 1931         | 1937         | ordförande för utredningen om de indiska staterna                                                                | Konservativ                    | Ramsay MacDonald                        |
| Stanley Baldwin  | J. C. C. Davidson (1889–1970)                                   | 1931         | 1937         | ordförande för utredningen om de indiska staterna                                                                | Konservativ                    |                                         |
|                  | Edward Turnour, 6:e earl Winterton (1883–1962)                  | 1937         | 1939         | Flygministeriet, talesperson i underhuset                                                                        | Konservativ                    | Neville Chamberlain                     |
|                  | William Morrison, 1:e viscount Dunrossil (1893–1961)            | 1939         | 1940         | – | Konservativ                    | Neville Chamberlain                     |
| Minister of Food | William Morrison, 1:e viscount Dunrossil (1893–1961)            | 1939         | 1940         | Neville Chamberlain (samlingsregering)                                                                           | Konservativ                    |                                         |
|                  | George Tryon, 1:e baron Tryon (1871–1940)                       | 1940         | 1940         | Neville Chamberlain (samlingsregering)                                                                           | Konservativ                    | –                                       |
|                  | Maurice Hankey, 1:e baron Hankey (1877–1963)                    | 1940         | 1941         | – | samlingsregeringen             | Winston Churchill (samlingsregering)    |
|                  | Duff Cooper (1890–1954)                                         | 1941         | 1943         | – | Konservativ                    | Winston Churchill (samlingsregering)    |
|                  | Ernest Brown (1881–1962)                                        | 1943         | 1945         | – | National Liberal Party         | Winston Churchill (samlingsregering)    |
|                  | Arthur Salter, 1:e baron Salter (1881–1975)                     | 1945         | 1945         | – | Konservativ                    | Winston Churchill (expeditionsregering) |
|                  | John Hynd (1902–1971)                                           | 1945         | 1947         | Minister för Tyskland och Österrike                                                                              | Labour                         | Clement Attlee                          |
|                  | Frank Pakenham, 7:e earl av Longford (1905–2001)                | 1947         | 1948         | biträdande utrikes- och samväldesminister (Ansvar för den Brittiska ockupationszonen i det ockuperade Tyskland.) | Labour                         | Clement Attlee                          |
|                  | Hugh Dalton (1887–1962)                                         | 1948         | 1950         | – | Labour                         | Clement Attlee                          |
|                  | A. V. Alexander, 1:e earl Alexander av Hillsborough (1885–1965) | 1950         | 1951         | – | Labour och Kooperativa partiet | Clement Attlee                          |
|                  | Philip Cunliffe-Lister, 1:e viscount Swinton (1884–1972)        | 1951         | 1952         | Råvaruminister                                                                                                   | Konservativ                    | Winston Churchill                       |
|                  | Frederick Marquis, 1:e earl av Woolton (1883–1965)              | 1952         | 1955         | Råvaruminister                                                                                                   | Konservativ                    | Winston Churchill                       |
| –                | Frederick Marquis, 1:e earl av Woolton (1883–1965)              | 1952         | 1955         | Anthony Eden | Konservativ                    |                                         |
|                  | George Douglas-Hamilton, 10:e earl av Selkirk (1906–1994)       | 1955         | 1957         | Anthony Eden | Konservativ                    | –                                       |
|                  | Charles Hill, baron Hill av Luton (1904–1989)                   | 1957         | 1961         | – | Konservativ                    | Harold Macmillan                        |
|                  | Iain Macleod (1913–1970)                                        | 1961         | 1963         | Leader of the House of Commons                                                                                   | Konservativ                    | Harold Macmillan                        |
|                  | John Hare (1911–1982)                                           | 1963         | 1964         | Deputy Leader of the House of Lords Ordförande för Konservativa partiet                                          | Konservativ                    | Alec Douglas-Home                       |
|                  | Douglas Houghton (1898–1996)                                    | 1964         | 1966         | särskilt ansvar för socialtjänsten                                                                               | Labour                         | Harold Wilson                           |
|                  | George Thomson (1921–2008)                                      | 1966         | 1967         | – | Labour                         | Harold Wilson                           |
|                  | Frederick Lee (1898–1996)                                       | 1967         | 1969         | – | Labour                         | Harold Wilson                           |
|                  | George Thomson (1921–2008)                                      | 1969         | 1970         | – | Labour                         | Harold Wilson                           |
|                  | Anthony Barber (1920–2005)                                      | 1970         | 1970         | ansvar för relationerna mellan Storbritannien och Europeiska ekonomiska gemenskapen                              | Konservativ                    | Edward Heath                            |
|                  | Geoffrey Rippon (1924–1997)                                     | 1970         | 1972         | ansvar för relationerna mellan Storbritannien och Europeiska ekonomiska gemenskapen                              | Konservativ                    | Edward Heath                            |
|                  | John Davies (1916–1979)                                         | 1972         | 1974         | ansvar för relationerna mellan Storbritannien och Europeiska ekonomiska gemenskapen                              | Konservativ                    | Edward Heath                            |
|                  | Harold Lever (1914–1995)                                        | 1974         | 1979         | – | Labour                         | Harold Wilson                           |
| James Callaghan  | Harold Lever (1914–1995)                                        | 1974         | 1979         | – | Labour                         |                                         |
|                  | Norman St John-Stevas (1929–2012)                               | 1979         | 1981         | Leader of the House of Commons Kulturminister                                                                    | Konservativ                    | Margaret Thatcher                       |
|                  | Francis Pym (1922–2008)                                         | 1981         | 1981         | Leader of the House of Commons Paymaster General                                                                 | Konservativ                    | Margaret Thatcher                       |
|                  | Janet Young (1926–2002)                                         | 1981         | 1982         | Leader of the House of Lords                                                                                     | Konservativ                    | Margaret Thatcher                       |
|                  | Cecil Parkinson (1931–2016)                                     | 1982         | 1983         | Paymaster-General                                                                                                | Konservativ                    | Margaret Thatcher                       |
|                  | Arthur Cockfield (1916–2007)                                    | 1983         | 1984         | – | Konservativ                    | Margaret Thatcher                       |
|                  | Grey Ruthven (1939–2021)                                        | 1984         | 1985         | Kulturminister                                                                                                   | Konservativ                    | Margaret Thatcher                       |
|                  | Norman Tebbit (1931–)                                           | 1985         | 1987         | Ordförande för Konservativa partiet                                                                              | Konservativ                    | Margaret Thatcher                       |
|                  | Kenneth Clarke (1940–)                                          | 1987         | 1988         | Minister för städer                                                                                              | Konservativ                    | Margaret Thatcher                       |
|                  | Tony Newton (1937–2012)                                         | 1988         | 1989         | Minister i handels- och industridepartementet                                                                    | Konservativ                    | Margaret Thatcher                       |
|                  | Kenneth Baker (1934–)                                           | 1989         | 1990         | Ordförande för Konservativa partiet                                                                              | Konservativ                    | Margaret Thatcher                       |
|                  | Chris Patten (1944–)                                            | 1990         | 1992         | Ordförande för Konservativa partiet                                                                              | Konservativ                    | Margaret Thatcher                       |
|                  | William Waldegrave (1946–)                                      | 1992         | 1994         | ansvar för offentliga verksamheter och vetenskap                                                                 | Konservativ                    | John Major                              |
|                  | David Hunt (1942–)                                              | 1994         | 1995         | Minister för offentliga verksamheter                                                                             | Konservativ                    | John Major                              |
|                  | Roger Freeman (1942–)                                           | 1995         | 1997         | Minister för offentliga verksamheter                                                                             | Konservativ                    | John Major                              |
|                  | David Clark (1939–)                                             | 1997         | 1998         | Minister för Cabinet Office                                                                                      | Labour                         | Tony Blair                              |
|                  | Jack Cunningham (1939–)                                         | 1998         | 1999         | Minister för Cabinet Office                                                                                      | Labour                         | Tony Blair                              |
|                  | Mo Mowlam (1949–2005)                                           | 1999         | 2001         | Minister för Cabinet Office                                                                                      | Labour                         | Tony Blair                              |

### 2000-talet
| Porträtt                    | Innehavare (Födelse–Död)   | Ämbetsperiod | Ämbetsperiod | Samtidiga ämbeten                                                       | Parti       | Premiärminister |
| --------------------------- | -------------------------- | ------------ | ------------ | ----------------------------------------------------------------------- | ----------- | --------------- |
|                             | Gus Macdonald (1940–)      | 2001         | 2003         | Minister för Cabinet Office                                             | Labour      | Tony Blair      |
|                             | Douglas Alexander (1967–)  | 2003         | 2004         | Minister för Cabinet Office                                             | Labour      | Tony Blair      |
|                             | Alan Milburn (1958–)       | 2004         | 2005         | Minister för Cabinet Office                                             | Labour      | Tony Blair      |
|                             | John Hutton (1955–)        | 2005         | 2005         | Minister för Cabinet Office                                             | Labour      | Tony Blair      |
|                             | vakant                     | 2005         | 2006         | –                                                                       | –           | Tony Blair      |
|                             | Hilary Armstrong (1945–)   | 2006         | 2007         | Minister för Cabinet Office Minister för social exkludering             | Labour      | Tony Blair      |
|                             | Ed Miliband (1969–)        | 2007         | 2008         | Minister för Cabinet Office                                             | Labour      | Gordon Brown    |
|                             | Liam Byrne (1970–)         | 2008         | 2009         | Minister för Cabinet Office                                             | Labour      | Gordon Brown    |
|                             | Janet Royall (1955–)       | 2009         | 2010         | Leader of the House of Lords                                            | Labour      | Gordon Brown    |
|                             | Thomas Galbraith (1960–)   | 2010         | 2013         | Leader of the House of Lords                                            | Konservativ | David Cameron   |
|                             | Jonathan Hill (1960–)      | 2013         | 2014         | Leader of the House of Lords                                            | Konservativ | David Cameron   |
|                             | Oliver Letwin (1956–)      | 2014         | 2016         | Minister med ansvar för regeringens politik                             | Konservativ | David Cameron   |
| ansvarig för Cabinet Office | Oliver Letwin (1956–)      | 2014         | 2016         | David Cameron                                                           | Konservativ |                 |
|                             | Patrick McLoughlin (1957–) | 2016         | 2018         | Ordförande för Konservativa partiet                                     | Konservativ | Theresa May     |
|                             | David Lidington (1956–)    | 2018         | 2019         | Minister för Cabinet Office                                             | Konservativ | Theresa May     |
|                             | Michael Gove (1967–)       | 2019         | 2021         | –                                                                       | Konservativ | Boris Johnson   |
| Minister för Cabinet Office | Michael Gove (1967–)       | 2019         | 2021         |                                                                         | Konservativ | Boris Johnson   |
|                             | Steve Barclay (1972–)      | 2021         | 2022         | Minister för Cabinet Office Downing Street Chief of Staff               | Konservativ | Boris Johnson   |
|                             | Kit Malthouse (1966–)      | 2022         | 2022         | –                                                                       | Konservativ | Boris Johnson   |
|                             | Nadhim Zahawi (1967–)      | 2022         | 2022         | Minister för kvinnor och jämlikhet Minister för inomstatliga relationer | Konservativ | Liz Truss       |
|                             | Oliver Dowden (1978–)      | 2022         | 2024         | Minister i Cabinet Office Biträdande premiärminister                    | Konservativ | Rishi Sunak     |
|                             | Pat McFadden (1965–)       | 2024         | sittande     | –                                                                       | Labour      | Keir Starmer    |